# Delfino (calcio a 5)
L'Associazione Sportiva Dilettantistica Delfino, nota come Delfino Cagliari per ragioni di localizzazione geografica, è una squadra italiana di calcio a 5 con sede a Cagliari. L'attuale società è stata fondata nel 2009 da un gruppo di amici non rassegnatisi allo scioglimento dell'omonima polisportiva Delfino avvenuta quattro anni prima.

## Storia
La Delfino è tuttora la squadra isolana ad aver partecipato a più edizioni di Serie A, disputando nella stagione 1994-95 anche i play-off scudetto.
La sezione di calcio a 5 maschile nacque nel 1983 come "costola" dell'omonima squadra di calcio a 11 femminile, in occasione dei primi tornei amatoriali giocati presso i campi del Tennis Club a Su Planu, e continuò il suo percorso nei campionati organizzati dalla Federazione Italiana Calcetto (F.I.C.), in quel periodo chiamati Eccellenza. La vittoria nel primo campionato regionale (la Delfino fu, insieme a Nuoro, Oristano e Carbonia, una delle quattro formazioni a prendervi parte) qualificò la squadra alle fasi nazionali del primo torneo di "calcetto" FIGC. Nei ventidue anni seguenti la squadra ha sempre partecipato ai campionati nazionali fornendo anche due giocatori alla Nazionale italiana ovvero Mario e Davide Mura. Nel 2003 una cordata guidata dagli ex giocatori Fronteddu, Angius e Petruso rilevarono la proprietà dallo storico presidente Giuseppe Cacciutto. Sotto la nuova gestione la Delfino disputò altre due stagioni in Serie A2, sfiorando nella prima i play-off promozione (allenatore Gianni Pitzalis), mentre nel campionato successivo è giunta a una sofferta salvezza, ottenuta mediante un'inedita autogestione tecnica in seguito all'esonero del brasiliano Vaz Vieira avvenuta in febbraio. I tagli economici, impartiti dalla Regione in materia di contributi nel 2005, obbligarono il direttivo della società a sciogliere la squadra, cedendo il titolo sportivo all'Atiesse Calcio a 5 che acquisì il diritto di giocare nella seconda categoria.

## Statistiche e record
Partecipazione ai campionati nazionali:
| Livello | Categoria | Partecipazioni | Debutto   | Ultima stagione | Totale |
| ------- | --------- | -------------- | --------- | --------------- | ------ |
| 1°      | Serie A   | 7              | 1989-1990 | 1995-1996       | 7      |
| 2°      | Serie B   | 2              | 1996-1997 | 1997-1998       | 8      |
| 2°      | Serie A2  | 6              | 1999-2000 | 2004-2005       | 8      |
| 3º      | Serie B   | 1              | 1998-1999 | 1998-1999       | 1      |

## Palmarès
- Campionato di Serie B: 1

1998-99